# Веприк (Бобровицкий район)
Ве́прик (укр. Веприк) – село, расположенное на территории Бобровицкого района Черниговской области (Украина) на берегу реки Вепра.

## История
В этой местности  в седую древность в темных непроходимых лесах водились вепри. Село впервые упоминается в 1-й половине 15 в. На территории Веприка обнаружено поселения ранних славян Черняховской культуры 2-6 вв. В 1564-1782 гг. село входило в состав Басанской сотни Переяславского полка.

## Известные уроженцы
- Половец, Владимир Михайлович  (род. 1937) — советский и украинский историк. Доктор исторических наук (1997), профессор (2001) Черниговского государственного педагогического университета (с 1998).
- Шидловский, Анатолий Корнеевич (род. 1933) —  учëный области электротехники и электроэнергетики, член-корреспондент АН УССР (с 1978), действительный член (академик) Национальной академии наук Украины. Вице-президент НАН Украины (1998-2004). Лауреат Государственной премии УССР (1982).